# Chiesa ortodossa siriaca di Mor Ephrem (Yeşilköy)
La Chiesa ortodossa siriaca di Mor Ephrem (in turco İstanbul Mor Efrem Süryani Kadim Ortodoks Kilisesi, in siriaco ܥܕܬܐ ܕܡܪܝ ܐܦܪܝܡ ܕܣܘܪ̈ܝܝܐ ܩܕ̈ܡܝܐ ܐܪ̈ܬܕܘܟܣܝܐ, Idto d-Mor ʾAp̄rem d- Suryoye Qamoye ʾOrṯodoksoye) è una chiesa siriaco-ortodossa situata a Yeşilköy nella parte europea di Istanbul. Inaugurata nel 2023, è la prima e sinora unica chiesa costruita in Turchia dalla fondazione della Repubblica. È dedicata a Efrem il Siro.

## Storia
La sua costruzione è durata un decennio, di cui sette anni a causa delle formalità amministrative. Nel 2009, l'allora Primo Ministro Recep Tayyip Erdoğan ordinò alla Municipalità Metropolitana di Istanbul di trovare lo spazio per l'edificio. Il terreno è stato assegnato dal sindaco di Istanbul Kadir Topbaş: Si tratta di un cimitero della Chiesa Cattolica italiana confiscato nel 1950 dallo Stato turco e inutilizzato dal 1996. Secondo Erdoğan, la Santa Sede è stata consultata durante il processo. La chiesa non è stata costruita sulle tombe, ma nello spazio vuoto di fronte al cimitero.
Nel 2015 il primo ministro Ahmet Davutoğlu ne ha annunciato la costruzione. Il 3 agosto 2019, alla presenza del vescovo metropolita della Chiesa Siriaca di Istanbul, Yusuf Çetin, del Patriarca Ecumenico di Costantinopoli, Bartolomeo, e del sindaco di Istanbul, Ekrem İmamoğlu, il Presidente Erdoğan ha posato a Yeşilköy la prima pietra della chiesa.
Il tempio è stato inaugurato l'8 ottobre 2023 dal presidente Erdoğan, alla presenza del Presidente della Grande Assemblea Nazionale Turca Numan Kurtulmuş, del Ministro degli Affari Interni Ali Yerlikaya, del Ministro della Cultura e del Turismo Mehmet Nuri Ersoy, del Direttore della comunicazione presidenziale Fahrettin Altun, di Ömer Çelik del Partito AK  e di rappresentanti di comunità religiose come Yusuf Çetin, vice patriarca della comunità assiro-ortodossa e Sait Susin, presidente della Fondazione siriaca Kadim di Istanbul. L'apertura è stata ritardata dalla pandemia di COVID-19 e dal terremoto in Turchia e Siria del 2023.
Il costo della costruzione è stimato in 4 milioni di dollari, finanziati con le donazioni della comunità. La chiesa ha beneficiato dell'esenzione fiscale per i luoghi di culto.

## L'edificio
La chiesa ha una capacità di 750 persone. È la seconda chiesa siriaco-ortodossa di Istanbul e serve i 17.000 assiri che vivono nella città, la maggior parte di loro a Yeşilköy. È un edificio di cinque piani, la cui architettura si ispira alle chiese e ai monasteri siriaci della provincia di Mardin.